# オバラウ島
オバラウ島（オバラウとう、Ovalau）は、フィジーの島。フィジーで6番目に大きな島で、ロマイビチ諸島最大の島である。南緯17.70° 東経178.8°付近に位置し、首都スバから北東に60km、ビティレブ島東岸からは20km東に位置する。島は南北13km、東西10kmあり、面積は102.3平方キロである。島の人口は9000人で、中心都市は島の東岸にあり、かつてフィジーの首都であったレブカである。島には24の町や村がある。
オバラウ島の地形上の特徴としては、山がちで海岸部に狭い平地があり、その周りを礁湖が囲んでいることである。中央部にはロボニ渓谷付近にのみ平地が広がる。島で最も高い山は東部のナデライオバラウ山で625mあり、南部の526mのトムナ山が次ぐ。
島の主な道路は海岸線を一周する道路であるが、西部のルクルク村とブレサラ村の間の道は狭く、トラックも通れないため島の一周は難しい。この両村まではそれぞれレブカからバスが走っている。スバ近くのナウソリ国際空港からの航空便が1日2度（日曜日は一度）、島西部にあるレブカ空港まで飛んでいる。また、フェリーはビティレブ島東岸のナトビ港からオバラウ島西岸のブレサラ港まで運行している。これはバスの連絡便を通じてスバからレブカまでの連絡運輸を行っている。
|  |  |